# Ellisella marisrubri
Ellisella marisrubri is een zachte koraalsoort uit de familie Ellisellidae. De koraalsoort komt uit het geslacht Ellisella. Ellisella marisrubri werd in 1938 voor het eerst wetenschappelijk beschreven door Stiasny. 